# Carmen Mc Callum
 (août 2020).
Carmen Mc Callum est une série de bande dessinée française de science-fiction.
La série Carmen Mc Callum se déroule dans le même univers que Travis. Ici aussi les intelligences artificielles sont omniprésentes, ainsi que les nanotechnologies, les biotechnologies et les multinationales surpuissantes. Un spin-off en est également issue, la série Code Mc Callum, également scénarisée par Fred Duval, mais dessinée par Didier Cassegrain.

## Personnages
- Carmen Mc Callum, mercenaire d'origine espagnole et irlandaise, ancienne activiste de l' IRA recomposée
- John Russel, alias Jack Reeves
- Seaside Johnny, aborigène australien
- Naoko Sonoda, cryodétenue en fuite, puis militaire de l'ONU
- Capitaine Scott Brennan, de la police australienne, ex-rugbyman
- Mr Young, des services secrets de l'ONU
- Bugg (ou Buggs), hacker vivant sur la Lune
- Pacman, Paquito Manoni de son vrai nom, hacker rasta apparu dans Travis.

## Albums

### 1ercycle: L'affaire Sonoda
Synopsis
Dans un futur proche (2053), les détenus sont cryogénisés en attente de leur jugement. La mercenaire Carmen Mc Callum fait évader Naoko Sonoda pour le compte de son frère Tomii, yakuza, puis lui échappe avec l'aide de Russel et Seaside Johnny. Ils s'enfuient avec des données dont Inoshiro Tsuburaya a besoin pour réaliser la fusion de son esprit avec une intelligence artificielle.
Albums
- Tome 1 : Jukurpa (1995) coscénariste Olivier Vatine, design Fred Blanchard
- Tome 2 : Mare tranquilitatis (1996)
- Tome 3 : Intrusions (1997)

Personnages
- Inoshiro Tsuburaya, chef d'une organisation mafieuse japonaise
- Inspecteur Eiji Shimura, de la police de Tokyo
- Elena Dinova, journaliste vedette de Pacific Holovista (apparaît aussi dans Travis)

À noter
Une réédition regroupant les trois premiers volumes de l'Affaire Sonoda est parue en 2004.

### 2ecycle: Le Dossier Earp
Synopsis
Carmen Mc Callum enlève Samuel Earp et le livre à l'ONU, mais il place (grâce à sa liaison neurale à Internet) quatre bombes à Houston, Chicago, San Francisco et Boston pour négocier sa liberté. Des habitants du Nevada aimeraient bien s'emparer de lui, eux aussi, pour lui faire payer un crime passé.
Albums
1. Samuel Earp (1999)[1]
2. Deus ex machina (2000)[2]

Personnages
- Samuel Earp, gros industriel sur le marché des nanotechnologies et biotechnologies, marchand d'armes
- Willian Kent, miraculé lors d'un drame technologique au Nevada

### 3ecycle: La question E.G.M.
Synopsis
John Russel disparaît et Carmen, malgré de longues recherches, n'arrive pas à le retrouver. Scott Brennan fait appel à elle pour élucider la mort d'un vieil ami à lui.
Albums
- Tome 6 : Le Sixième Doigt du Penjab (2003)
- Tome 7 : L'Appel de Baïkonour (2005)
- Tome 8 : Dans le Vide de Kirkwood (2007)

Personnages
- Raj Kapoor, agrogénéticien pour Transgenic (voir Travis)

### 4ecycle: H2O
Synopsis
En vengeant la mort de John Russel, Carmen se retrouve impliquée malgré elle dans une lutte pour le contrôle de l'eau.
Albums
- Tome 9 : Vendetta (2009)
- Tome 10 : Mazzere (2010)
- Tome 11 : Nouméa-Tchamba (2011)
- Tome 12 : L'Eau du Golan (2012)

Personnages
- Dommy, intelligence artificielle émancipée (voir Travis)

### 5ecycle
Synopsis
Carmen  découvre que des matériaux radioactifs ont été volés dans un centre de recyclage de déchets au Mali. Le groupe terroriste derrière ce vol compte bien s'en servir.
Albums
- Tome 13 : Bandiagara (2014)
- Tome 14 : Radioactivité (2015)
- Tome 15 : Centaure (2015)
- Tome 16 : Crimson Code (2016)

Personnages

### 6ecycle
Albums
À la suite des évènements du cycle précédent, Carmen se rend en Sibérie pour sécuriser l'exploitation d'un gisement gazier. 
- Tome 17 : Cyberie (2019)
- Tome 18 : Les Portes de l'enfer (2020)
- Tome 19 : Made in Japan (2023)
- Tome 20 : Villa Taïra (2023)

## Publication

### Éditeurs
- Delcourt (Collection Neopolis) : Tomes 1 à 11 (première édition des tomes 1 à 11).